# Impactos da pandemia de COVID-19 na televisão
A pandemia de COVID-19 de 2019-2020 teve um impacto substancial na indústria da televisão, encerrando ou atrasando a produção de programas de televisão em muitos países, com consequentes impactos negativos nas receitas (através de vendas de publicidade e direitos de exibição) e no emprego.
Tais medidas e mudanças foram feitas para apelar às determinações de distanciamento social e ordens de permanência em casa, bem como aos compromissos das produtoras e redes de televisão de manter a segurança de todos os envolvidos na produção.
A Ampere Analysis projetou que a pandemia atrasou pelo menos 60% da programação de televisão roteirizadas em todo o mundo, incluindo pelo menos metade da programação originalmente programada para ir ao ar no segundo semestre de 2020. Houve um aumento notável em produções não roteirizados - incluindo programas menores em escala capazes de serem produzidas remotamente - que podem ser usados para preencher a grade de programação até que os programas roteirizados retomem à produção (observando que o público pode eventualmente se cansar da programação com o tema da pandemia).
A indústria da animação permaneceu praticamente inalterada, devido à facilidade de animadores poderem trabalhar em teletrabalho.

## Produção

### Argentina
Desde o início do bloqueio nacional na Argentina, a transmissão de televisão no país registrou um aumento de 30% na audiência durante a semana entre 17 e 22 de março. As emissoras aumentaram o tempo de antena de talk shows e programação de notícias, enquanto os reality shows ainda estavam em produção.
Um programa especial de angariação de fundos destinado à Cruz Vermelha para fornecer materiais e produtos de limpezas para hospitais e centros de saúde entrou ao ar em todas as seis redes de transmissão em 5 de abril. O programa, chamado "Unidos pela Argentina", incluiu celebridades e pessoas famosas da mídia argentina. As doações atingiram um total de 87.938.624 pesos argentinos (ARS).
A única novela que foi transmitida pela televisão antes do início da pandemia, Separadas (do Canal 13), foi removida da programação depois que sua exibição e produção em 19 de março foram suspensas temporariamente. Dois meses depois, a produtora Pol-Ka definitivamente cancelou o programa devido a "razões econômicas", deixando a televisão argentina sem programação desse tipo.
Os primeiros casos de COVID-19 chegaram à televisão argentina em junho. Os produtores do programa de jogos da Telefe, El Precio Justo, foram diagnosticados, fazendo o programa entrar em hiato e agendar reprises para o ar. A apresentadora de El Precio Justo, Lizy Tagliani, relatou posteriormente que ela foi diagnosticada como positiva para COVID-19. A Telefe também anunciou que o talk show Cortá por Lozano seria transmitido com a apresentadora e os participantes de suas casas como uma medida preventiva.  O canal de notícias C5N teve que implementar um protocolo para evitar novas infecções depois que um de seus jornalistas testou positivo para o COVID-19.  Apesar dos esforços, mais um caso positivo confirmou-se na emissora com a infecção do jornalista Paulo Kablan.

### Brasil
- TV Globo

O canal mais popular do Brasil, a TV Globo, fez alterações em sua programação regular. Os programas de entretenimento da rede foram reduzidos, enquanto seus programas de notícias foram expandidos, inclusive com a criação de um programa jornalístico dedicado aos assuntos ligados à pandemia, Combate ao Coronavírus. Por causa do risco de contaminação de atores, diretores e funcionários, as filmagens das novelas da emissora foram interrompidas. Devido ao colapso das gravações, a novela das nove Amor de Mãe, foi substituída por Fina Estampa. A novela das sete Salve-se Quem Puder também foi substituída por Totalmente Demais e a estreia da próxima novela das seis Nos Tempos do Imperador foi adiada e em seu lugar foi reprisada a novela Novo Mundo.
Devido ao risco de contaminação, todos os jornalistas com mais de sessenta anos foram dispensados da emissora. Em uma campanha para as pessoas respeitarem a quarentena, a emissora liberou o uso de seu serviço streaming Globoplay.
Pela primeira vez em 31 anos, o Domingão do Faustão foi apresentado sem plateia. Após, o dia sem plateia, Faustão começou a fazer o programa de sua casa.
Os participantes do Big Brother Brasil 20 foram informados sobre a pandemia e receberam uma videoconferência com um médico que ensinou maneiras de prevenção e higiene pessoal.
- Rede Bandeirantes

A Band, cancelou o evento de lançamento de um novo canal batizado de "Agro Mais".  O evento contaria com presença de autoridades políticas e membros do alto empresariado ligado ao ruralismo.
- SBT

O SBT cancelou a gravação da novela As Aventuras de Poliana no dia 17 de março. Também em 17 de março, em momento entusiasta, em seu programa Ratinho defendeu as controversas decisões do governo de Jair Bolsonaro para cuidar do coronavírus. O programa Roda a Roda, parou de ser gravado com plateia. Raul Gil cancelou a gravação de seu programa. Maisa Silva também cancelou suas gravações.
O apresentador Danilo Gentili, continuou com o programa The Noite com Danilo Gentili, porém, fazendo entrevistas via livestream.
- RecordTV

A RecordTV, anunciou em comunicado "programas podem ser cancelados para evitar aglomerações de plateias e equipes de trabalho. Para substituir, outros serão exibidos em horários e dias diferentes para atender a grade. Durante a nossa programação, vamos informar nossos telespectadores e anunciantes sobre as mudanças necessárias”.  As gravações das novelas Amor sem igual e Gênesis foram suspensas.
- TV Cultura

A Cultura, manteve seu mais tradicional programa de entrevistas, o Roda Viva que manteve a sua bancada mas o entrevistado conversa com os jornalistas por meio de livestream via internet.
- RedeTV!

A RedeTV!, deu confinamento para jornalistas e apresentadores de grupo de riscos.

### Japão
Um punhado de estúdios de anime incentivaram seus funcionários a trabalharem em casa, embora o emprego de animadores freelancers em alguns estúdios tenha limitado a interrupção do trabalho. Produções de anime, incluindo A3!, A Certain Railgun T, Infinit Dendogram, Asteroid in Love foram adiadas aparentemente devido à pandemia. As produções que dependem fortemente da terceirização e coloração de estúdios na China foram as mais afetadas pela pandemia de COVID-19.

### Espanha
Desde a segunda semana de março, todos os programas são filmados sem o público.   A competição espanhola de música para televisão na realidade, a Operación Triunfo, teve que entrar em hiato durante sua 11ª temporada como medida de precaução contra a pandemia de coronavírus em andamento. Programas de comédia Late Motiv, El intermedio e El Hormiguero decidiram criar programas de baixo custo envolvendo menos pessoas e com uso intenso de videoconferências para evitar contágios. 

### Estados Unidos
A maioria dos programas de televisão americanos são filmados na cidade de Nova York ou na área metropolitana de Los Angeles. Em 12 de março de 2020, o governador de Nova York, Andrew Cuomo, emitiu uma declaração de emergência em todo o estado que proíbe multidões de 500 ou mais pessoas até 12 de abril. Cuomo reduziu o número para 50 pessoas em 16 de março, de acordo com uma recomendação do CDC, que sugere um período mínimo de oito semanas. Também em 12 de março, o governador da Califórnia, Gavin Newsom, proibiu reuniões de mais de 250 pessoas, válidas até 31 de março.
Portanto, por conta do coronavírus, muitas produções foram prejudicadas.

### Países Baixos
O reality show holandês Wie is de Mol?, que filma seu episódio final na frente de uma multidão no Vondelpark, decidiu gravar sem uma plateia para sua vigésima temporada.  A partir de 15 de março, o programa satírico de televisão Zondag met Lubach começou a fazer gravações sem plateia.

### Portugal
Devido a quarentena houve um aumento significativo de aumento de audiência na televisão portuguesa de 12% na rede aberta e 14% na televisão a cabo.
- TVI

O programa Dança com as Estrelas foi cancelado devido a pandemia. Juntamente com os programas: Somos Portugal, Você na TV! e A Tarde É Sua.
- SIC

O Programa da Cristina continuou sendo exibido sem plateia nos primeiros dias, porém a emissora anunciou a suspensão do programa. Outros programas da emissora também foram suspensos como: Olhó Baião e Júlia.  O programa Isto É Gozar com quem Trabalha será transmitido sem plateia.
- RTP

Os programas Praça da Alegria e A Nossa Tarde vão continuar sendo produzidos, mas sem plateia.

### Reino Unido
A BBC One adiou as filmagens de um remake de Race Across the World que estava programada para começar a ser filmada em abril. Na semana seguinte, o canal suspendeu a produção de Peaky Blinders e Line of Duty.  O Ant & Dec's Saturday Night Takeaway cancelou a gravação de final de temporada no Walt Disney World após o fechamento do parque.  Em 15 de março, as filmagens da segunda temporada da série Netflix, The Witcher, no Reino Unido foram suspensas por duas semanas.A partir da semana de 16 de março, Jeremy Vine, Loose Women e QI filmaram sem o público do estúdio.  Em 18 de março, a BBC suspendeu a produção de seus dramas e novelas médicas, incluindo EastEnders, Casualty, Doctors e Holby City. Enquanto isso, a ITV anunciou que suas principais novelas, Emmerdale e Coronation Street, reduzirão seus número de episódios transmitidos por semana num futuro próximo.

## Produções interrompidas

### Brasil
| Produção                      | Conteúdo              | Emissora    | Ref.   |
| ----------------------------- | --------------------- | ----------- | ------ |
| Amor de Mãe                   | Telenovela            | Rede Globo  | [ 72 ] |
| Amor sem Igual                | Telenovela            | RecordTV    | [ 73 ] |
| As Aventuras de Poliana       | Telenovela            | SBT         | [ 31 ] |
| Altas Horas                   | Entrevistas           | Rede Globo  | [ 74 ] |
| A Praça É Nossa               | Humorístico           | SBT         | [ 75 ] |
| Bate-Bola                     | Futebol               | ESPN Brasil | [ 76 ] |
| Caldeirão do Huck             | Programa de auditório | Rede Globo  | [ 77 ] |
| Conversa com Bial             | Talk show             | Rede Globo  | [ 78 ] |
| Domingão do Faustão           | Programa de auditório | Rede Globo  | [ 79 ] |
| Domingo Show                  | Programa de auditório | RecordTV    | [ 79 ] |
| Encontro com Fátima Bernardes | Programa de auditório | Rede Globo  | [ 79 ] |
| Gênesis                       | Telenovela            | RecordTV    | [ 73 ] |
| Globo Esporte                 | Esportes              | Rede Globo  | [ 80 ] |
| Greg News                     | Late-night talk show  | HBO Brasil  | [ 81 ] |
| Hora do Faro                  | Programa de auditório | RecordTV    | [ 82 ] |
| Linha de Passe                | Futebol               | ESPN Brasil | [ 83 ] |
| Mais Você                     | Variedades            | Rede Globo  | [ 79 ] |
| Manhattan Connection          | Debate                | GloboNews   | [ 84 ] |
| Nos Tempos do Imperador       | Telenovela            | Rede Globo  | [ 72 ] |
| Os Roni                       | Humorístico           | Multishow   | [ 85 ] |
| Papo de segunda               | Debate                | GNT         | [ 86 ] |
| Programa da Eliana            | Programa de auditório | SBT         | [ 87 ] |
| Programa da Maisa             | Programa de auditório | SBT         | [ 38 ] |
| Programa do Ratinho           | Programa de auditório | SBT         | [ 88 ] |
| Programa Raul Gil             | Programa de auditório | SBT         | [ 37 ] |
| Programa Silvio Santos        | Programa de auditório | SBT         | [ 89 ] |
| Redação SporTV                | Futebol               | SporTV      | [ 90 ] |
| Saia Justa                    | Debate                | GNT         | [ 91 ] |
| Salve-se Quem Puder           | Telenovela            | Rede Globo  | [ 72 ] |
| Segunda Chamada               | Série de televisão    | Rede Globo  | [ 78 ] |
| Se Joga                       | Programa de auditório | Rede Globo  | [ 79 ] |
| Sr. Brasil                    | Variedades            | TV Cultura  | [ 92 ] |
| The Voice Kids                | Musical               | Rede Globo  | [ 93 ] |
| The Noite com Danilo Gentili  | Talk show             | SBT         | [ 94 ] |

### Estados Unidos
| Produção                               | Emissora     | Ref.                                                               |
| -------------------------------------- | ------------ | ------------------------------------------------------------------ |
| All Rise                               | CBS          | [ 95 ] [ 96 ] [ 97 ] [ 98 ] [ 99 ] [ 100 ] [ 101 ] [ 102 ] [ 103 ] |
| American Housewife                     | ABC          | [ 95 ] [ 96 ] [ 97 ] [ 98 ] [ 99 ] [ 100 ] [ 101 ] [ 102 ] [ 103 ] |
| America’s Got Talent                   | NBC          | [ 95 ] [ 96 ] [ 97 ] [ 98 ] [ 99 ] [ 100 ] [ 101 ] [ 102 ] [ 103 ] |
| American Ninja Warrior                 | NBC          | [ 95 ] [ 96 ] [ 97 ] [ 98 ] [ 99 ] [ 100 ] [ 101 ] [ 102 ] [ 103 ] |
| Atlanta                                | FX           | [ 95 ] [ 96 ] [ 97 ] [ 98 ] [ 99 ] [ 100 ] [ 101 ] [ 102 ] [ 103 ] |
| Batwoman                               | The CW       | [ 95 ] [ 96 ] [ 97 ] [ 98 ] [ 99 ] [ 100 ] [ 101 ] [ 102 ] [ 103 ] |
| Back to the Rafters                    | Amazon Prime | [ 95 ] [ 96 ] [ 97 ] [ 98 ] [ 99 ] [ 100 ] [ 101 ] [ 102 ] [ 103 ] |
| Bob Hearts Abishola                    | CBS          | [ 95 ] [ 96 ] [ 97 ] [ 98 ] [ 99 ] [ 100 ] [ 101 ] [ 102 ] [ 103 ] |
| Bull                                   | CBS          | [ 95 ] [ 96 ] [ 97 ] [ 98 ] [ 99 ] [ 100 ] [ 101 ] [ 102 ] [ 103 ] |
| Card Sharks                            | ABC          | [ 95 ] [ 96 ] [ 97 ] [ 98 ] [ 99 ] [ 100 ] [ 101 ] [ 102 ] [ 103 ] |
| Charmed                                | The CW       | [ 95 ] [ 96 ] [ 97 ] [ 98 ] [ 99 ] [ 100 ] [ 101 ] [ 102 ] [ 103 ] |
| Chicago Fire                           | NBC          | [ 95 ] [ 96 ] [ 97 ] [ 98 ] [ 99 ] [ 100 ] [ 101 ] [ 102 ] [ 103 ] |
| Chicago P.D.                           | NBC          | [ 95 ] [ 96 ] [ 97 ] [ 98 ] [ 99 ] [ 100 ] [ 101 ] [ 102 ] [ 103 ] |
| Chicago Med                            | NBC          | [ 95 ] [ 96 ] [ 97 ] [ 98 ] [ 99 ] [ 100 ] [ 101 ] [ 102 ] [ 103 ] |
| Claws                                  | TNT          | [ 95 ] [ 96 ] [ 97 ] [ 98 ] [ 99 ] [ 100 ] [ 101 ] [ 102 ] [ 103 ] |
| Dynasty                                | The CW       | [ 95 ] [ 96 ] [ 97 ] [ 98 ] [ 99 ] [ 100 ] [ 101 ] [ 102 ] [ 103 ] |
| Empire                                 | Fox          | [ 95 ] [ 96 ] [ 97 ] [ 98 ] [ 99 ] [ 100 ] [ 101 ] [ 102 ] [ 103 ] |
| Euphoria                               | HBO          | [ 95 ] [ 96 ] [ 97 ] [ 98 ] [ 99 ] [ 100 ] [ 101 ] [ 102 ] [ 103 ] |
| Fargo                                  | FX           | [ 95 ] [ 96 ] [ 97 ] [ 98 ] [ 99 ] [ 100 ] [ 101 ] [ 102 ] [ 103 ] |
| FBI                                    | CBS          | [ 95 ] [ 96 ] [ 97 ] [ 98 ] [ 99 ] [ 100 ] [ 101 ] [ 102 ] [ 103 ] |
| FBI: Most Wanted                       | CBS          | [ 95 ] [ 96 ] [ 97 ] [ 98 ] [ 99 ] [ 100 ] [ 101 ] [ 102 ] [ 103 ] |
| General Hospital                       | ABC          | [ 95 ] [ 96 ] [ 97 ] [ 98 ] [ 99 ] [ 100 ] [ 101 ] [ 102 ] [ 103 ] |
| God Friended Me                        | CBS          | [ 95 ] [ 96 ] [ 97 ] [ 98 ] [ 99 ] [ 100 ] [ 101 ] [ 102 ] [ 103 ] |
| GLOW                                   | Netflix      | [ 95 ] [ 96 ] [ 97 ] [ 98 ] [ 99 ] [ 100 ] [ 101 ] [ 102 ] [ 103 ] |
| Gossip Girl                            | HBO Max      | [ 95 ] [ 96 ] [ 97 ] [ 98 ] [ 99 ] [ 100 ] [ 101 ] [ 102 ] [ 103 ] |
| Grace and Frankie                      | Netflix      | [ 95 ] [ 96 ] [ 97 ] [ 98 ] [ 99 ] [ 100 ] [ 101 ] [ 102 ] [ 103 ] |
| Grey’s Anatomy                         | ABC          | [ 95 ] [ 96 ] [ 97 ] [ 98 ] [ 99 ] [ 100 ] [ 101 ] [ 102 ] [ 103 ] |
| Impeachment: American Crime Story      | FX           | [ 95 ] [ 96 ] [ 97 ] [ 98 ] [ 99 ] [ 100 ] [ 101 ] [ 102 ] [ 103 ] |
| Jimmy Kimmel Live!                     | ABC          | [ 95 ] [ 96 ] [ 97 ] [ 98 ] [ 99 ] [ 100 ] [ 101 ] [ 102 ] [ 103 ] |
| Last Man Standing                      | Fox          | [ 95 ] [ 96 ] [ 97 ] [ 98 ] [ 99 ] [ 100 ] [ 101 ] [ 102 ] [ 103 ] |
| Law & Order: SVU                       | NBC          | [ 95 ] [ 96 ] [ 97 ] [ 98 ] [ 99 ] [ 100 ] [ 101 ] [ 102 ] [ 103 ] |
| Late Night with Seth Meyers            | CBS          | [ 95 ] [ 96 ] [ 97 ] [ 98 ] [ 99 ] [ 100 ] [ 101 ] [ 102 ] [ 103 ] |
| Legacies                               | The CW       | [ 95 ] [ 96 ] [ 97 ] [ 98 ] [ 99 ] [ 100 ] [ 101 ] [ 102 ] [ 103 ] |
| Lucifer                                | Netflix      | [ 95 ] [ 96 ] [ 97 ] [ 98 ] [ 99 ] [ 100 ] [ 101 ] [ 102 ] [ 103 ] |
| Nancy Drew                             | The CW       | [ 95 ] [ 96 ] [ 97 ] [ 98 ] [ 99 ] [ 100 ] [ 101 ] [ 102 ] [ 103 ] |
| NCIS                                   | CBS          | [ 95 ] [ 96 ] [ 97 ] [ 98 ] [ 99 ] [ 100 ] [ 101 ] [ 102 ] [ 103 ] |
| NCIS: Los Angeles                      | CBS          | [ 95 ] [ 96 ] [ 97 ] [ 98 ] [ 99 ] [ 100 ] [ 101 ] [ 102 ] [ 103 ] |
| NCIS: New Orleans                      | CBS          | [ 95 ] [ 96 ] [ 97 ] [ 98 ] [ 99 ] [ 100 ] [ 101 ] [ 102 ] [ 103 ] |
| New Amsterdam                          | NBC          | [ 95 ] [ 96 ] [ 97 ] [ 98 ] [ 99 ] [ 100 ] [ 101 ] [ 102 ] [ 103 ] |
| neXt                                   | Fox          | [ 95 ] [ 96 ] [ 97 ] [ 98 ] [ 99 ] [ 100 ] [ 101 ] [ 102 ] [ 103 ] |
| Riverdale                              | The CW       | [ 95 ] [ 96 ] [ 97 ] [ 98 ] [ 99 ] [ 100 ] [ 101 ] [ 102 ] [ 103 ] |
| Saturday Night Live                    | NBC          | [ 95 ] [ 96 ] [ 97 ] [ 98 ] [ 99 ] [ 100 ] [ 101 ] [ 102 ] [ 103 ] |
| Schooled                               | ABC          | [ 95 ] [ 96 ] [ 97 ] [ 98 ] [ 99 ] [ 100 ] [ 101 ] [ 102 ] [ 103 ] |
| SEAL Team                              | CBS          | [ 95 ] [ 96 ] [ 97 ] [ 98 ] [ 99 ] [ 100 ] [ 101 ] [ 102 ] [ 103 ] |
| Stranger Things                        | Netflix      | [ 95 ] [ 96 ] [ 97 ] [ 98 ] [ 99 ] [ 100 ] [ 101 ] [ 102 ] [ 103 ] |
| Supergirl                              | The CW       | [ 95 ] [ 96 ] [ 97 ] [ 98 ] [ 99 ] [ 100 ] [ 101 ] [ 102 ] [ 103 ] |
| Supernatural                           | The CW       | [ 95 ] [ 96 ] [ 97 ] [ 98 ] [ 99 ] [ 100 ] [ 101 ] [ 102 ] [ 103 ] |
| Superstore                             | NBC          | [ 95 ] [ 96 ] [ 97 ] [ 98 ] [ 99 ] [ 100 ] [ 101 ] [ 102 ] [ 103 ] |
| Survivor                               | CBS          | [ 95 ] [ 96 ] [ 97 ] [ 98 ] [ 99 ] [ 100 ] [ 101 ] [ 102 ] [ 103 ] |
| S.W.A.T.                               | CBS          | [ 95 ] [ 96 ] [ 97 ] [ 98 ] [ 99 ] [ 100 ] [ 101 ] [ 102 ] [ 103 ] |
| The Amazing Race                       | CBS          | [ 95 ] [ 96 ] [ 97 ] [ 98 ] [ 99 ] [ 100 ] [ 101 ] [ 102 ] [ 103 ] |
| The Bachelor                           | ABC          | [ 95 ] [ 96 ] [ 97 ] [ 98 ] [ 99 ] [ 100 ] [ 101 ] [ 102 ] [ 103 ] |
| The Bachelorette                       | ABC          | [ 95 ] [ 96 ] [ 97 ] [ 98 ] [ 99 ] [ 100 ] [ 101 ] [ 102 ] [ 103 ] |
| The Bold and the Beautiful             | CBS          | [ 95 ] [ 96 ] [ 97 ] [ 98 ] [ 99 ] [ 100 ] [ 101 ] [ 102 ] [ 103 ] |
| The Brides                             | ABC          | [ 95 ] [ 96 ] [ 97 ] [ 98 ] [ 99 ] [ 100 ] [ 101 ] [ 102 ] [ 103 ] |
| The Flash                              | The CW       | [ 95 ] [ 96 ] [ 97 ] [ 98 ] [ 99 ] [ 100 ] [ 101 ] [ 102 ] [ 103 ] |
| The Goldbergs                          | ABC          | [ 95 ] [ 96 ] [ 97 ] [ 98 ] [ 99 ] [ 100 ] [ 101 ] [ 102 ] [ 103 ] |
| The Handmaid’s Tale                    | Hulu         | [ 95 ] [ 96 ] [ 97 ] [ 98 ] [ 99 ] [ 100 ] [ 101 ] [ 102 ] [ 103 ] |
| The Late Late Show with James Corden   | CBS          | [ 95 ] [ 96 ] [ 97 ] [ 98 ] [ 99 ] [ 100 ] [ 101 ] [ 102 ] [ 103 ] |
| The Late Show with Stephen Colbert     | CBS          | [ 95 ] [ 96 ] [ 97 ] [ 98 ] [ 99 ] [ 100 ] [ 101 ] [ 102 ] [ 103 ] |
| The Price Is Right                     | CBS          | [ 95 ] [ 96 ] [ 97 ] [ 98 ] [ 99 ] [ 100 ] [ 101 ] [ 102 ] [ 103 ] |
| The Resident                           | Fox          | [ 95 ] [ 96 ] [ 97 ] [ 98 ] [ 99 ] [ 100 ] [ 101 ] [ 102 ] [ 103 ] |
| The Talk                               | CBS          | [ 95 ] [ 96 ] [ 97 ] [ 98 ] [ 99 ] [ 100 ] [ 101 ] [ 102 ] [ 103 ] |
| The Tonight Show Starring Jimmy Fallon | NBC          | [ 95 ] [ 96 ] [ 97 ] [ 98 ] [ 99 ] [ 100 ] [ 101 ] [ 102 ] [ 103 ] |
| The Young and the Restless             | CBS          | [ 95 ] [ 96 ] [ 97 ] [ 98 ] [ 99 ] [ 100 ] [ 101 ] [ 102 ] [ 103 ] |
| Young Dylan                            | Nickelodeon  | [ 95 ] [ 96 ] [ 97 ] [ 98 ] [ 99 ] [ 100 ] [ 101 ] [ 102 ] [ 103 ] |
| Young Sheldon                          | CBS          | [ 95 ] [ 96 ] [ 97 ] [ 98 ] [ 99 ] [ 100 ] [ 101 ] [ 102 ] [ 103 ] |